# Copa Centroamericana de Concacaf
La Copa Centroamericana de Concacaf (CONCACAF Central American Cup en inglés) es la competición regional anual de clubes de fútbol de Centroamérica organizada por la Concacaf. Este torneo otorga 6 cupos a los equipos centroamericanos para la Copa de Campeones de la Concacaf a partir de la edición 2024.
Fue anunciada en septiembre de 2021. Está considerada la segunda más prestigiosa de Norteamérica, Centroamérica y el Caribe, tras la mencionada Copa de Campeones.

## Formato
En la nueva Copa Centroamericana de Concacaf participarán 20 clubes que se clasificarán a través de sus respectivas ligas nacionales. Ésta incluirá una fase de grupos y una fase de eliminación directa.
La competición se jugará con el siguiente formato: 

### Fase de grupos
Los 20 equipos participantes se dividirán en 4 grupos de 5 equipos cada uno para enfrentarse entre sí a una sola vuelta según el siguiente criterio de localía: 
- Equipo del bombo 1: Recibe a los equipos del bombo 2 y 3, visita a los equipos del bombo 4 y 5.
- Equipo del bombo 2: Recibe a los equipos del bombo 3 y 4, visita a los equipos del bombo 5 y 1.
- Equipo del bombo 3: Recibe a los equipos del bombo 4 y 5, visita a los equipos del bombo 1 y 2.
- Equipo del bombo 4: Recibe a los equipos del bombo 5 y 1, visita a los equipos del bombo 2 y 3.
- Equipo del bombo 5: Recibe a los equipos del bombo 1 y 2, visita a los equipos del bombo 3 y 4.

Con esto, los cinco equipos de cada grupo jugarían 4 partidos a lo largo de 5 fechas, añadiéndoseles una fecha de descanso. 
Tras finalizar las cinco fechas, los dos mejores equipos de cada uno de los 4 grupos clasificarán a la fase de eliminación directa.

### Fase de eliminación directa
Los ocho equipos clasificados jugarán la fase final desde cuartos de final (los enfrentamientos se definirán según su desempeño en la fase de grupos, clasificándose por una tabla general global del primero al octavo lugar sin importar si su posición fue primero o segundo de su grupo en la fase de grupos).

#### Cuartos de final
Los cuatro ganadores de cuartos de final clasificarán a las semifinales, mientras que los perdedores clasificarán al repechaje por la clasificación a la Copa de Campeones de la Concacaf.

#### Semifinales y repechajes
Los cuatro equipos clasificados a las semifinales jugarán dos llaves, siendo los dos ganadores los clasificados a la final. Por otro lado, los cuatro equipos perdedores de cuartos de final jugarán una serie entre ellos dos llaves, clasificando los ganadores a la Copa de Campeones de la Concacaf.

#### Final
Los dos ganadores de las semifinales clasificarán a la final. El ganador será coronado campeón de Centroamérica y se clasificará directamente a los octavos de final de la Copa de Campeones. El perdedor clasificará junto con los semifinalistas perdedores y los ganadores del repechaje a la fase preliminar de la Copa de Campeones Concacaf.
Al terminar esta competición seis clubes clasificarán a la Copa de Campeones de la Concacaf:
- Primera ronda (5 clubes centroamericanos): subcampeón, los dos semifinalistas que no hayan avanzado a la final y los dos ganadores de un repechaje.
- Octavos de final (1 club centroamericano): Campeón de la Copa Centroamericana de Concacaf.

## Historial
| Copa Centroamericana de Concacaf | Copa Centroamericana de Concacaf | Copa Centroamericana de Concacaf | Copa Centroamericana de Concacaf | Copa Centroamericana de Concacaf    | Copa Centroamericana de Concacaf | Copa Centroamericana de Concacaf |
| Temporada                        | Campeón                          | Resultado                        | Subcampeón                       | Semifinalistas                      | Goleador                         | Goles                            |
| -------------------------------- | -------------------------------- | -------------------------------- | -------------------------------- | ----------------------------------- | -------------------------------- | -------------------------------- |
| 2023                             | Alajuelense                      | 3-0 1-1                          | Real Estelí                      | C. S. Herediano C. A. Independiente | Agustín Auzmendi ( Motagua)      | 7                                |
| 2024                             | Alajuelense                      | 1-1 2-1                          | Real Estelí                      | Antigua G.F.C. C. S. Herediano      | Diego Campos ( Alajuelense)      | 6                                |
| 2025                             | En disputa                       | En disputa                       | En disputa                       | En disputa                          | En disputa                       | En disputa                       |

### Títulos por equipo
| Equipo      | Títulos | Subtítulos | Años campeón | Años subcampeón |
| ----------- | ------- | ---------- | ------------ | --------------- |
| Alajuelense | 2       | 0          | 2023, 2024   | -               |
| Real Estelí | 0       | 2          |              | 2023, 2024      |

### Títulos por país
| País       | Títulos | Subtítulos |
| ---------- | ------- | ---------- |
| Costa Rica | 2       |            |
| Nicaragua  |         | 2          |